# (2258) Viipuri
(2258) Viipuri ist ein Asteroid des Hauptgürtels, der am 7. Oktober 1939 von dem finnischen Astronomen Yrjö Väisälä in Turku entdeckt wurde. 
Der Name des Asteroiden stammt vom finnischen Namen der oft umkämpften, heute russischen Stadt Wyborg, die nahe der finnisch-russischen Grenze liegt.